# Blanka z Anjou
Blanka z Anjou nebo Blanka Neapolská (aragonsky Blanca de Nápols, italsky Bianca di Napoli; 1280, Neapol – 14. října 1310, Barcelona) byla aragonská královna jako druhá manželka Jakuba II. Aragonského. Byla členkou neapolského rodu Anjou. V roce 1310 během nepřítomnosti svého manžela působila jako aragonská regentka.

## Život
Narodila se jako dcera krále Karla II. Neapolského a Marie Uherské. Mezi její sourozence patřili král Robert I. Neapolský, svatý Ludvík z Toulouse, Filip I. z Taranta (titulární konstantinopolský císař), Karel Martel z Anjou (titulární uherský král), královna Eleonora Sicilská a královna Marie Mallorská. Původně se v roce 1290 zasnoubila za markýze Jana z Montferratu. Její otec mu pomáhal bránit Montferrat v naději, že z Jana udělá svého vazala. Zasnoubení však bylo zrušeno a Jan zemřel bezdětný roku 1305.
Prostředníkem mezi králem Karlem a Jakubem II. Aragonským byl nový papež Bonifác VIII., zvolený v roce 1294 v Neapoli pod Karlovou záštitou. Byla podepsána smlouva z Anagni: Jakub se měl oženit s Blankou a byla mu přislíbena investitura Sardinie a Korsiky, zatímco měl Anjouovci ponechat volnou ruku na Sicílii a dokonce mu pomáhat, pokud by Sicilané vzdorovali.
Dne 29. října nebo 1. listopadu 1295 se Blanka a Jakub ve Vilabertranu vzali.
Blanka zemřela 14. října 1310 během svého regentství v nepřítomnosti Jakuba. Její smrt byla pravděpodobně spojena s narozením její dcery Jolanty, která se narodila v říjnu 1310. Byla pohřbena v cisetrciáckém klášteře Santes Creus poblíž Tarragony. Zůstal po ní manžel, děti a matka.
V roce 2010 ku příležitosti 850. výročí založení kláštera byly její ostatky exhumovány a podrobeny analýze. Prokázalo se, že královna byla drobné postavy, měřila okolo 150 cm a v době úmrtí jí bylo 25–30 let. Zbytky vlasů s obsahem apigeninu, nalezené v hrobce, naznačují, že mohla být blond a vlasy si barvila na tmavo.